# Talkie Walkie
A Talkie Walkie a francia Air negyedik albuma, 2004-ből.
Az "Alone in Kyoto" című szám szerepelt a 2004-es Lost In Translation film zenéjében.

## Számok
1. "Venus" – 4:04
2. "Cherry Blossom Girl" – 3:39
3. "Run" – 4:12
4. "Universal Traveler" – 4:22
5. "Mike Mills" (Named after music video director Mike Mills) – 4:26
6. "Surfing on a Rocket" – 3:43
7. "Another Day" – 3:20
8. "Alpha Beta Gaga" – 4:39
9. "Biological" – 6:04
10. "Alone in Kyoto" – 4:51